# Fethullah Gülen
Fethullah Gülen (Erzurum, 27 de abril de 1941 – Pensilvânia, 20 de outubro de 2024) foi um teólogo turco, literato, pensador, escritor, poeta, líder de opinião, ativista pela educação, defensor da paz, considerado como um influente erudito islâmico. Ele foi considerado fundador e inspirador do movimento cívico-social, que hoje se espalha por todo o mundo, conhecido como Hizmet (Serviço), ou Movimento Gülen, que se compromete com a educação, diálogo, paz, justiça e harmonia social.
Gülen condenava o terrorismo. Teólogos o consideram como moderado, favorável ao diálogo inter-religioso e à aproximação entre as três grandes religiões monoteístas - os Povos do Livro. Iniciou o diálogo com o Vaticano e com algumas organizações judaicas, sendo bem visto por Israel.
O Movimento Gülen é uma organização de caráter religioso e social transnacional de grande vitalidade na Turquia, com uma rede de escolas no país e no mundo, uma organização não-governamental e empresas, além de ser muito influente na mídia, na polícia e na justiça. O  Hizmet atua de maneira similar aos mórmons norte-americanos. "Eles se ajudam nos negócios, têm uma mentalidade missionária e um forte sentido empresarial," segundo explicava Samuel J. Brannen, do  think tank  Center for Strategic and International Studies (CSIS), em 2014. O outro ponto comum com os mórmons  e que explica o poderio financeiro do Hizmet  é que todos os seguidores - desde os estudantes e as mães da família até os ricos empresários - estão doando tempo ou dinheiro para a organização. A socióloga Helen Ebaugh, no livro The Gülen Movement: A Sociological Analysis of a Civic Movement Rooted in Moderate Islam, estima que 10% a 15% da população turca (de 74 milhões) façam parte do Hizmet. Além disso, de 8 milhões a 10 milhões de pessoas também participaram do movimento em outros países.
Gülen prega uma versão moderada e modernizada do islão sunita hanafi de Said Nursi. No contexto turco, no entanto, ele  é considerado relativamente conservador. Em 1999, Gülen emigrou para os Estados Unidos, para submeter-se a um tratamento médico. Nos EUA, Gülen  instalou-se em uma espécie de complexo hoteleiro, denominado  Golden Generation Worship and Retreat Center,  em Saylorsburg, Pensilvânia, onde leva, desde então, uma vida reclusa.
Em novembro de 2013,  Erdogan, então primeiro-ministro, defendeu o fechamento das escolas preparatórias para o vestibular (dershanes), que são um dos principais braços de atuação do Hizmet na Turquia - e também, segundo a imprensa local, a principal fonte de renda do movimento. Pouco depois, em dezembro do mesmo ano, a polícia turca revelou a existência de uma rede de corrupção,  envolvendo o diretor do Banco Central e filhos de ministros do gabinete Erdogan. Tudo isso ocorreu meses antes das eleições municipais e presidenciais. Erdogan acusou  Gülen de promover o escândalo como parte de um complô para desestabilizar o país, com a cumplicidade dos Estados Unidos e, desde então, em várias ocasiões, o presidente turco  teve acusado Gülen de estar por trás de tentativas de golpe de estado.

## Biografia
Gülen nasceu na aldeia de Korucuk, no distrito de Pasinler,  província de Erzurum. O seu pai, Ramiz Gülen, era um imã. Gülen começou a educação primária na sua aldeia natal, mas não continuou após a sua família mudar a área de residência, e focaram-se numa educação islâmica informal. Ele deu o seu primeiro sermão, quando tinha 14 anos. Foi influenciado pelas ideias de Said Nursi e Jalaluddeen Maulana Rumi.
Em 1959 ele recebeu a licença de pregador em Edirne. Em 1966,  foi transferido para um posto em Esmirna. Foi aqui, que  Gülen começou a pregar os seus temas preferidos, estes incluíam educação, ciência, economia e justiça social - começou a cristalizar-se e a sua base de fãs começou a expandir-se. Ele também viajou de volta à província da Anatólia e deu sermões em mesquitas, reuniões da municipais e nos cafés, entre outros lugares.
Gülen nunca conheceu Nursi Said, que morreu em 1960. Até o final da década de 1970 Gülen rompeu com a ligação ao movimento Nur (o grupo seguidor de Nursi), que era governado por um conselho de anciãos, e criou a sua própria instituição onde era o único líder. Comparando Gülen aos líderes do movimento Nur, Hakan Yavuz disse, "Gülen é mais nacionalista turco no seu pensamento. Além disso, ele é um pouco mais do estado-orientado, e está mais preocupado com o mercado, a economia e é neoliberal nas políticas económicas. "
A sua postura pró-negócios tem levado alguns observadores a comparar a sua teologia a uma versão islâmica do calvinismo. Oxford Analytica  diz:
"Gülen colocou as ideias de Nursi em prática quando foi transferido para uma mesquita em Izmir, em 1966. Izmir é uma cidade onde o Islão político jamais criou raízes. Entretanto, os negócios e os profissionais de classe média [os chamados "tigres da Anatólia"  acabaram por se ressentir das limitações de uma burocracia estatal, sob cujas asas tinham crescido, e apoiaram as políticas pró-mercado, embora preservando, pelo menos, alguns elementos de um estilo de vida conservador. Esses empresários eram claramente pró-ocidentais (principalmente sob a influência dos Estados Unidos, que persuadiram o governo a permitir eleições livres pela primeira vez em 1950 [sic] e a ajuda dos Estados Unidos criou condições para acelerar o crescimento económico."
Gülen reformou-se dos direitos da pregação formal em 1981. De 1988 a 1991, proferiu uma série de sermões nas mesquitas mais  populares das grandes cidades. Estas atividades fizeram dele uma figura pública. Em 1994, ele participou na criação da Fundação de Jornalistas e Escritores e foi-lhe concedido o título de Presidente Honorário da organização. Ele não fez qualquer comentário em relação ao encerramento do Partido do Bem-Estar, em 1998 ou do Partido da Virtude, em 2001. Reuniu-se com alguns políticos como Tansu Çiller e Bülent Ecevit, mas evita reunir-se com os líderes dos partidos políticos islâmicos.
"Gulen, que nunca se casou, vive recluso em uma propriedade de 28 acres na zona rural da Pensilvânia, onde dá aulas de teologia para seguidores turcos. Ele contou que, pouco antes de eclodir a Primavera Árabe, em 2011, recomendou ao então chanceler turco, Ahmet Davotoglu (ex-primeiro-ministro da Turquia) que incentivasse a democratização da Síria. Na época, Erdogan era muito próximo de Assad. Gulen diz que propôs uma democratização gradual, como a que aconteceu com a Turquia a partir de 1946. “Eles pensaram: ‘Por que vamos ouvir um pregador?’".

## Teologia
Gülen não defende uma nova teologia, mas refere-se às autoridades clássicas da teologia e retoma a sua linha de argumentação, a sua compreensão do Islão é, portanto, conservadora e tradicional. Embora nunca tenha sido membro de um tarekat Sufi e não vê a adesão tarekat como uma necessidade para os muçulmanos, ele ensina que o Sufismo é a dimensão interior do Islão e o interior e as dimensões externas não devem nunca ser separadas. Os seus ensinamentos diferem na ênfase  de outros estudiosos islâmicos moderados em dois aspectos, ambos baseados em suas interpretações de versículos do Alcorão em particular: ele ensina que a comunidade muçulmana tem o dever de servir (em turco: hizmet) o "bem comum" da comunidade, da nação e de todos os muçulmanos e não muçulmanos de todo o mundo , também, a comunidade muçulmana é obrigada a realizar o diálogo inter-religioso com o "Povo do Livro" (judeus e cristãos).
Gülen condenou firmemente o terrorismo islâmico através da razão, mas em 2004 começou um debate sobre os comentários que Gülen fez no sentido de que o terrorismo era tão desprezível como o ateísmo. Numa entrevista, ele explicou que não tinha a intenção de equiparar os ateus a assassinos; em vez disso, ele queria salientar que de acordo com o Islão ambos estavam destinados a sofrer o castigo eterno.

### Opiniões sobre a tentativa de golpe
“Como uma pessoa que já viveu muitos golpes de Estado [desde a proclamação da República da Turquia, em 1923, já foram quatro], posso recomendar ao povo turco: não seja a favor de qualquer golpe”.
"Peço que uma comissão internacional independente investigue esta tentativa de golpe de Estado. Se uma décima parte das acusações contra mim for demonstrada, comprometo-me a regressar à Turquia e a receber a pena mais dura".

### Serviço para o bem comum (hizmet)
Os ensinamentos de Gülen sobre hizmet (serviço altruísta para o "bem comum") tem atraído um grande número de adeptos na Turquia e na Ásia Central e cada vez mais noutras partes do mundo. Estes adeptos e as suas actividades são comumente conhecidos como o Movimento Gulen.

### O diálogo inter-religioso e intercultural
Os participantes do movimento Gulen têm fundado uma série de instituições em todo o mundo que promovem atividades inter-religiosas e o diálogo intercultural. Durante a década de 1990 ele começou a defender a tolerância inter-religiosa e o diálogo: encontrou-se pessoalmente com líderes de outras religiões, incluindo o Papa João Paulo II, o Patriarca Bartolomeu da Igreja Ortodoxa Grega e o líder sefardita, rabino Eliyahu Bakshi-Doron de Israel.
Tal como Said Nursi, Gülen é a favor da cooperação entre os seguidores das diferentes religiões e das diferentes formas do Islão, como o alevismo da Turquia. Ele declarou que os alevitas "definitivamente enriquecem a cultura turca". Propõe também a cooperação entre elementos religiosos e seculares da sociedade. Por outro lado, Gülen foi descrito como "muito crítico do regime do Irão e da Arábia Saudita" por suas posições antidemocráticas e pelo governo baseado na sharia.[carece de fontes?]
Ele tem sócios em ramificações pela América Latina como o Belo Futuro Internacional em São Paulo, Colégio Hércules e o Centro de Diálogo Intercultural Alba em Buenos Aires, Excelencia Raindrop e o Centro de Intercambio Cultural y Educativo México-Turquía no México e o Instituto Educacional Los Azulejos em Caracas na Venezuela.

### O papel das mulheres
De acordo com Aras e Caha, os pontos de vista de Gülen sobre as mulheres são "progressistas", mas "as mulheres modernas e profissionais da Turquia ainda acham as suas ideias longe do aceitável." Gülen diz que a vinda do Islão veio "salvar" as mulheres, que "não estavam absolutamente confinadas em casa e ... nunca oprimidas "nos primeiros anos da religião. Ele acha que o feminismo de estilo ocidental está "condenado ao desequilíbrio como todos os outros movimentos reacionários ... está cheio de ódio contra os homens."

### Reação à Flotilha de Gaza
Gülen criticou a Flotilha de Gaza por tentar entregar ajuda, sem o consentimento de Israel. Disse ter assistido à cobertura da imprensa sobre o confronto mortal entre os soldados israelenses e membros do grupo multinacional de ajuda (vários dos quais eram turcos), quando a frota tentou furar o bloqueio marítimo à faixa de Gaza. "O que eu vi não era bonito. Foi horrível." Gülen criticou os organizadores por fracassarem em buscar um acordo com Israel antes de tentar entregar a ajuda e por desafiar o poder militar israelense. Nove ativistas turcos foram mortos no episódio - cinco deles alvejados na cabeça, pelos militares israelenses.

## Publicações
O site oficial de Gülen  lista 44 publicações de sua autoria, sendo a maior parte constituída de ensaios e coletâneas de sermões. Segundo o site, ele é autor de um grande número de artigos sobre uma grande variedade de temas (sociais, políticos, religiosos, além artes, ciências e esportes), além de milhares de gravações de áudio e vídeo. Ele também escreve para as revistas de filosofia islâmica Fountain, Yeni Ümit, Sızıntı e Yağmur, filosóficas e revistas islâmicas. Vários de seus livros foram traduzidos em inglês.
- The Messenger of God: Muhammad, Tughra Books, 2a. ed., 2008. ISBN 1597841374
- Reflections on the Qur'an: Commentaries on Selected Verses, Tughra Books, 2012. ISBN 1597842648
- Toward Global Civilization Love and Tolerance, Tughra Books, 2010.
- From Seed to Cedar: Nurturing the Spiritual Needs in Children, Tughra Books, 2013. ISBN 1597842788
- Terror and Suicide Attacks: An Islamic Perspective, Tughra Books, 2008. ISBN 1932099743
- Journey to Noble Ideals: Droplets of Wisdom from the Heart (Broken Jug), Tughra Books, 2014. ISBN 1597843482
- Speech and Power of Expression, Tughra Books, 2010. ISBN 1597842168
- Selected Prayers of Prophet Muhammad, Tughra Books, 2012. ISBN 1597842265